# Щепочкин, Василий
Василий Щепочкин — российский писатель

 XIX века.

## Биография
Об его детстве информации не сохранилось, да и прочие биографические сведения о нём практически отсутствуют; известно лишь, что в 1810 году в столице Российской империи городе Санкт-Петербурге В. Щепочкин издал книгу: «Способ (легчайший и самый простой) беления пеньки, пряжи и всяких из оных делаемых изделий».